# لوساك ليه إغليس
لوساك ليه إغليس (بالفرنسية: Lussac-les-Églises)‏ هي بلدية في مقاطعة فيين العليا في منطقة أقطانية الجديدة غرب وسط فرنسا.